# Wadi Rahabah
El Wadi Rahabah (en árabe: وادي رحبة‎, romanizado: Wādī Raḩbah), es un valle o río seco, con caudal efímero o intermitente, que fluye casi exclusivamente durante la temporada de lluvias, situado al noreste de los Emiratos Árabes Unidos, en el Emirato de Ras al Jaima.
Forma su propia cuenca hidrográfica, con una superficie aproximada de 12,42 km², que limita al norte con wadis y barrancos menores que vierten sus aguas directamente al Golfo Pérsico y con la subcuenca del Wadi Halhal, afluente del Wadi Ghalilah; al este y al sureste, con la subcuenca del Wadi Jib, afluente del Wadi Shah / Wadi Shehah; al sur con la cuenca del Wadi Bakhit; y al oeste con la ensenada y humedal costero de Khawr Hulaylah, en la que desemboca, situada en el Golfo Pérsico, junto a la población de Seih Al Qurum (Qurm), al noroeste del poblado de Kabdah, y al norte de la ciudad de Ar Rams.

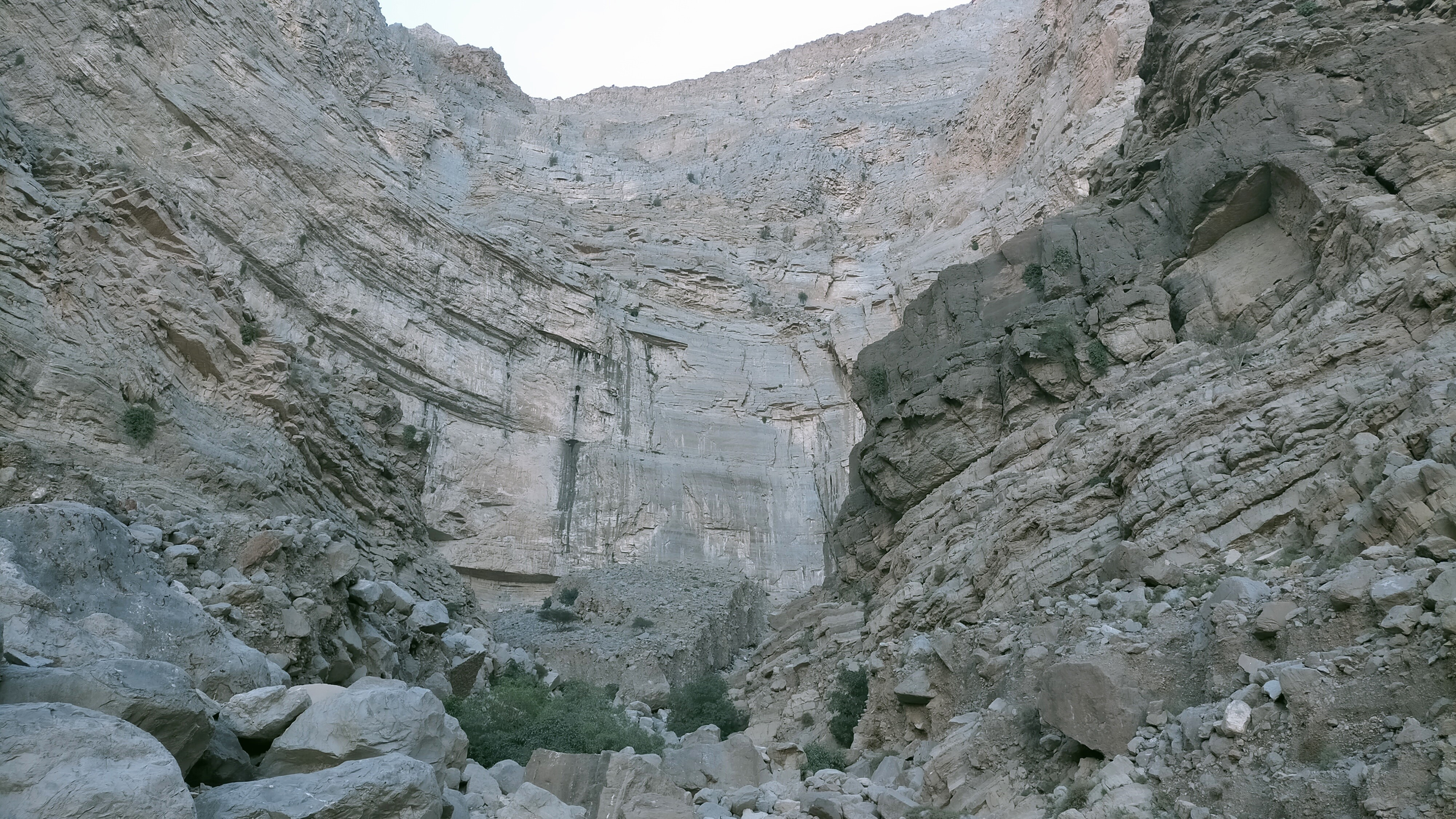
Curso alto del Wadi Rahabah / Wadi Rahbah. Gran acantilado en la vertiente occidental del Jabal Rahabah (1.543 m.)

El nacimiento del cauce principal del Wadi Rahabah se sitúa, aproximadamente, a 1.350 m s. n. m. de altitud en la vertiente occidental de Jabal Rahabah (1.543 m.), una de las montañas más altas del país, casi al pie del Rahabah South Col (1.470 m.), en el Jabal ar Rahrah Ridge.
A escasa distancia de la pared del gran acantilado que forma la vertiente occidental del Jabal Rahabah, se encuentran las ruinas de un antiguo poblado, con numerosas construcciones de piedra seca, y existe un pequeño manantial.

## Recorrido
El curso principal del Wadi Rahabah fluye de este a oeste, recibiendo en su trayectoria la aportación de varios barrancos y wadis afluentes, a izquierda y derecha, de los cuales el más relevante, en razón de su caudal y longitud, es el Wadi Zireb, afluente por la derecha, cuya desembocadura se produce muy poco antes de la presa construida en 2021 (Rahba Dam), destinada a alimentar los recursos hídricos subterráneos y a reducir los daños por eventuales inundaciones.

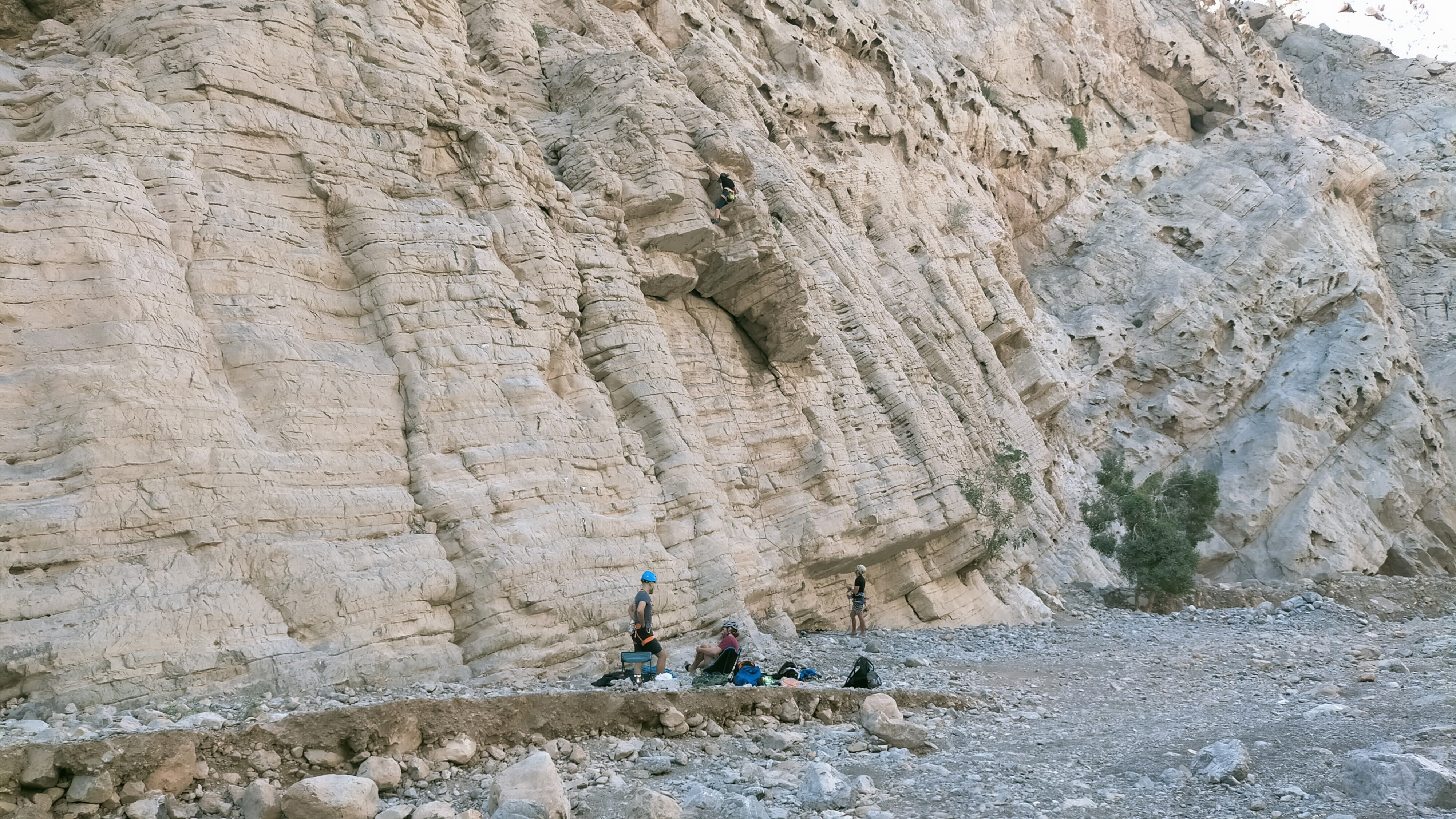
Stardust Climbing Crag. Zona de escalada en roca en el curso medio del Wadi Rahabah

En el curso medio del wadi existe una zona de acantilados, conocida como Stardust Climbing Crag, utilizada frecuentemente para la práctica de la escalada en roca y una pintoresca cueva (Wadi Rahabah Cave), situada a corta distancia del cauce, que recibe la atención de numerosos turistas y otros visitantes.

## Toponimia

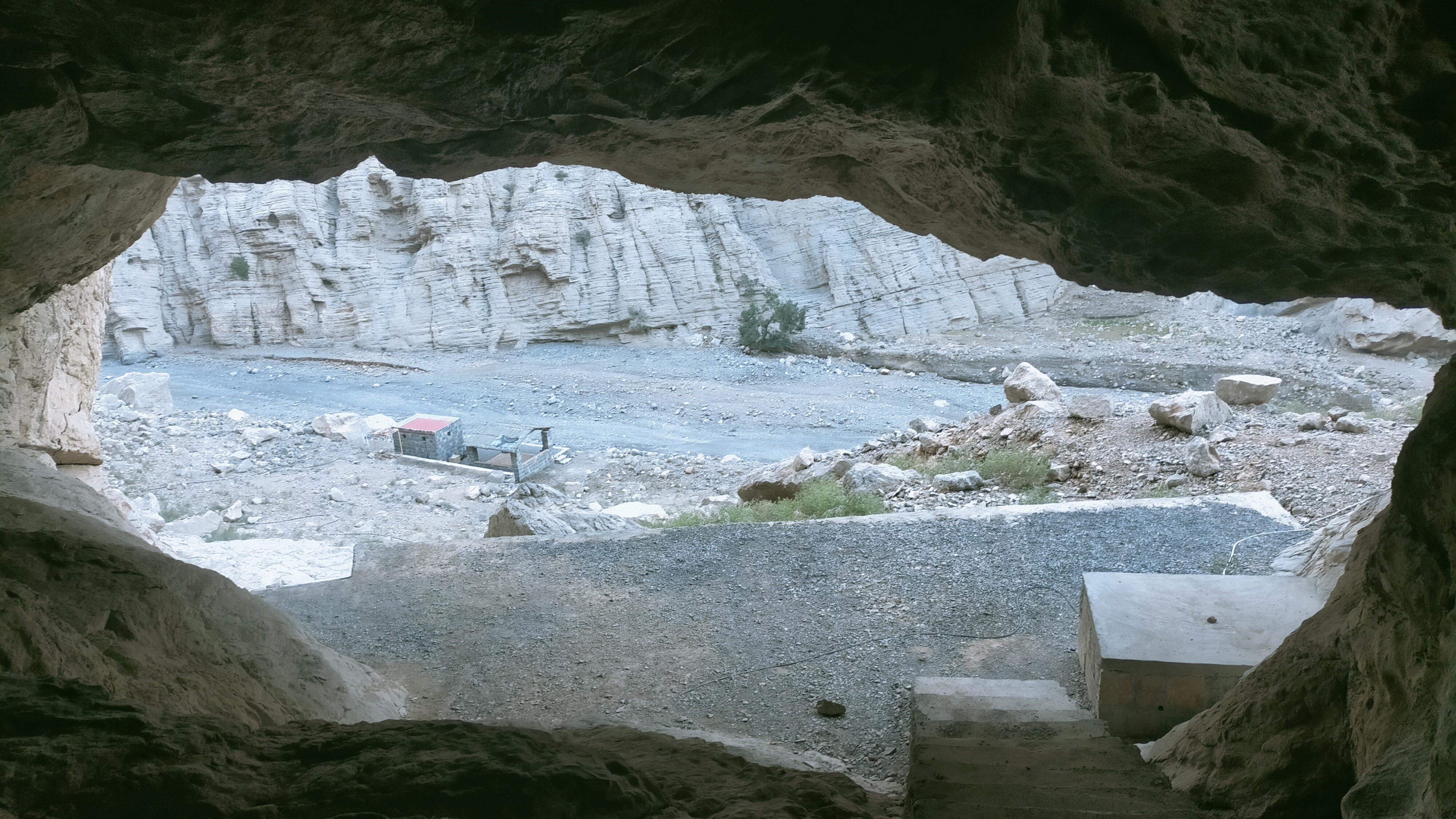
Wadi Rahabah Cave. Cueva en el curso medio del wadi

Nombres alternativos: 	Wadi Rahabah, Wadi Rahbah, Wādī Raḩabah, Wādī Raḩbah, Wadi Rahaba, Wadi Ruhaba, Wadi Rahba.
El nombre de este wadi aparece mencionado en la documentación y mapas elaborados entre 1950 y 1960 por el arabista, cartógrafo, militar y diplomático británico Julian F. Walker, y en otros muchos documentos relacionados con los trabajos efectuados para el establecimiento de fronteras entre los entonces denominados Estados de la Tregua, completados posteriormente por el Ministerio de Defensa del Reino Unido, en mapas a escala 1:100.000 publicados en 1971.
En el Atlas Nacional de Emiratos Árabes Unidos consta identificado con la grafía Wādī Raḩbah.

## Población

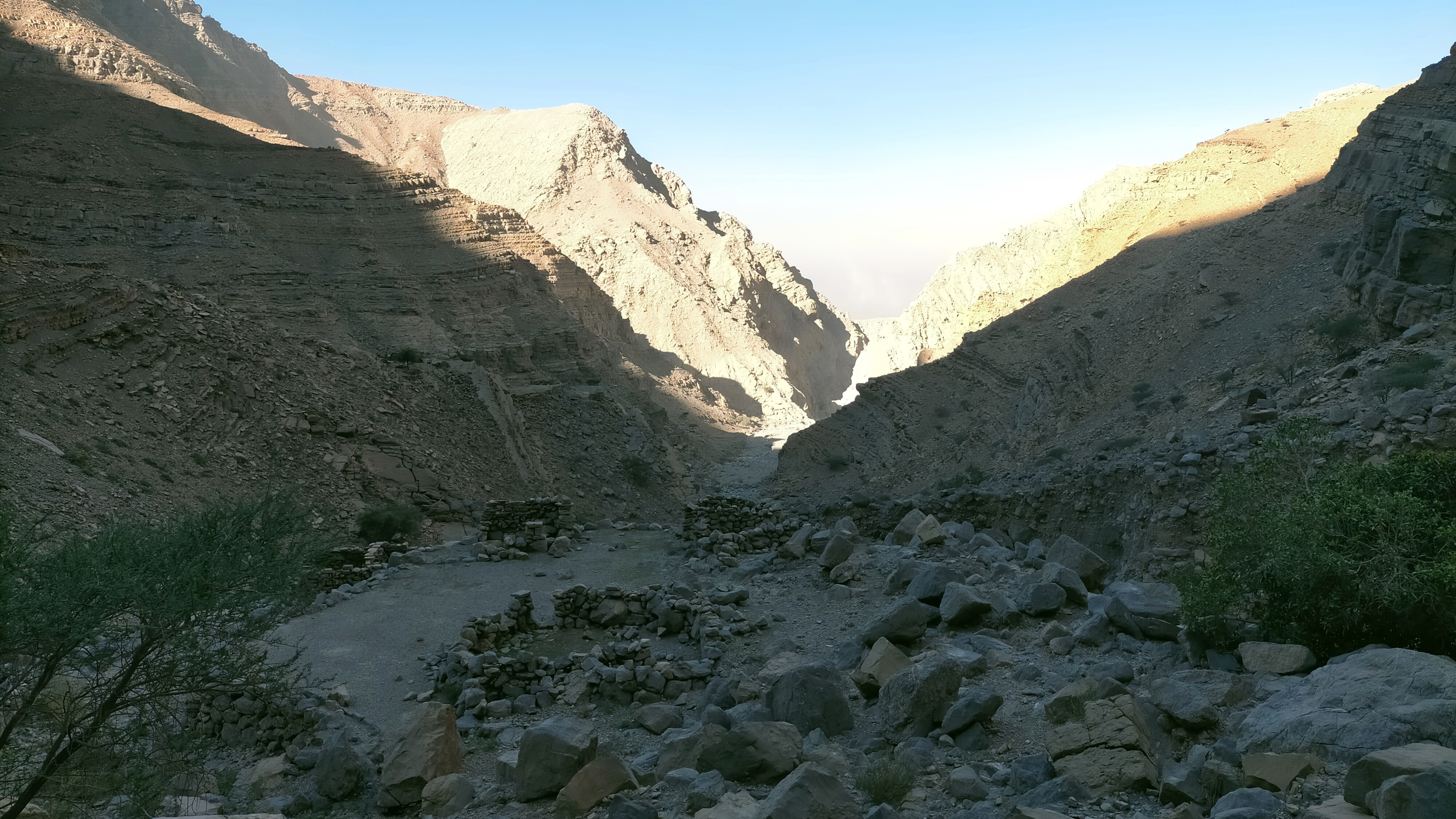
Wadi Rahabah / Wadi Rahbah. Ruinas de un antiguo poblado, en el curso alto del wadi

Además de algunas granjas modernas, en el curso del Wadi Rahabah se conservan los restos de dos antiguos poblados: uno junto a la desembocadura del Wadi Zireb, afluente por la izquierda del Wadi Rahabah, y un segundo poblado situado casi al pie de los grandes acantilados que forma el Jabal Rahabah, en el curso alto del wadi.
Toda el área próxima al Wadi Rahabah y sus afluentes, estuvo poblada mayoritariamente por la tribu seminómada Shihuh, sección de Bani Shatair, y correspondía a la zona tribal de Mahabib, que en los últimos años ha sido prácticamente arrasada por la actividad minera intensiva y a cielo abierto, de la vecina cantera Stevin Rock, propiedad del Emirato de Ras al Khaimah.